# Surberg

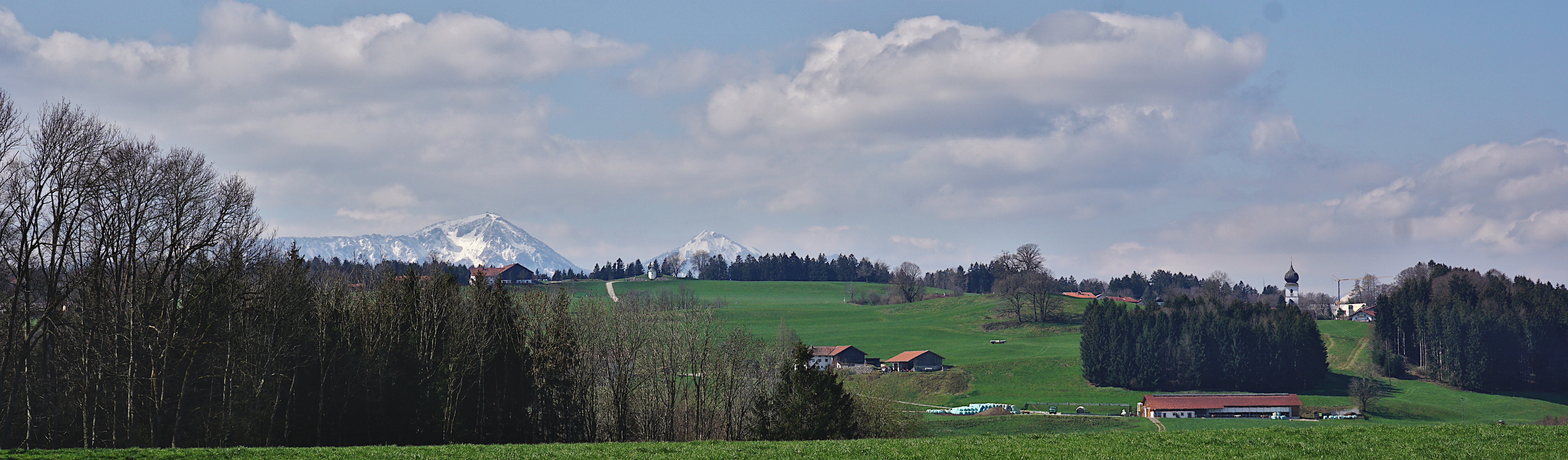
Ein Blick auf Surberg

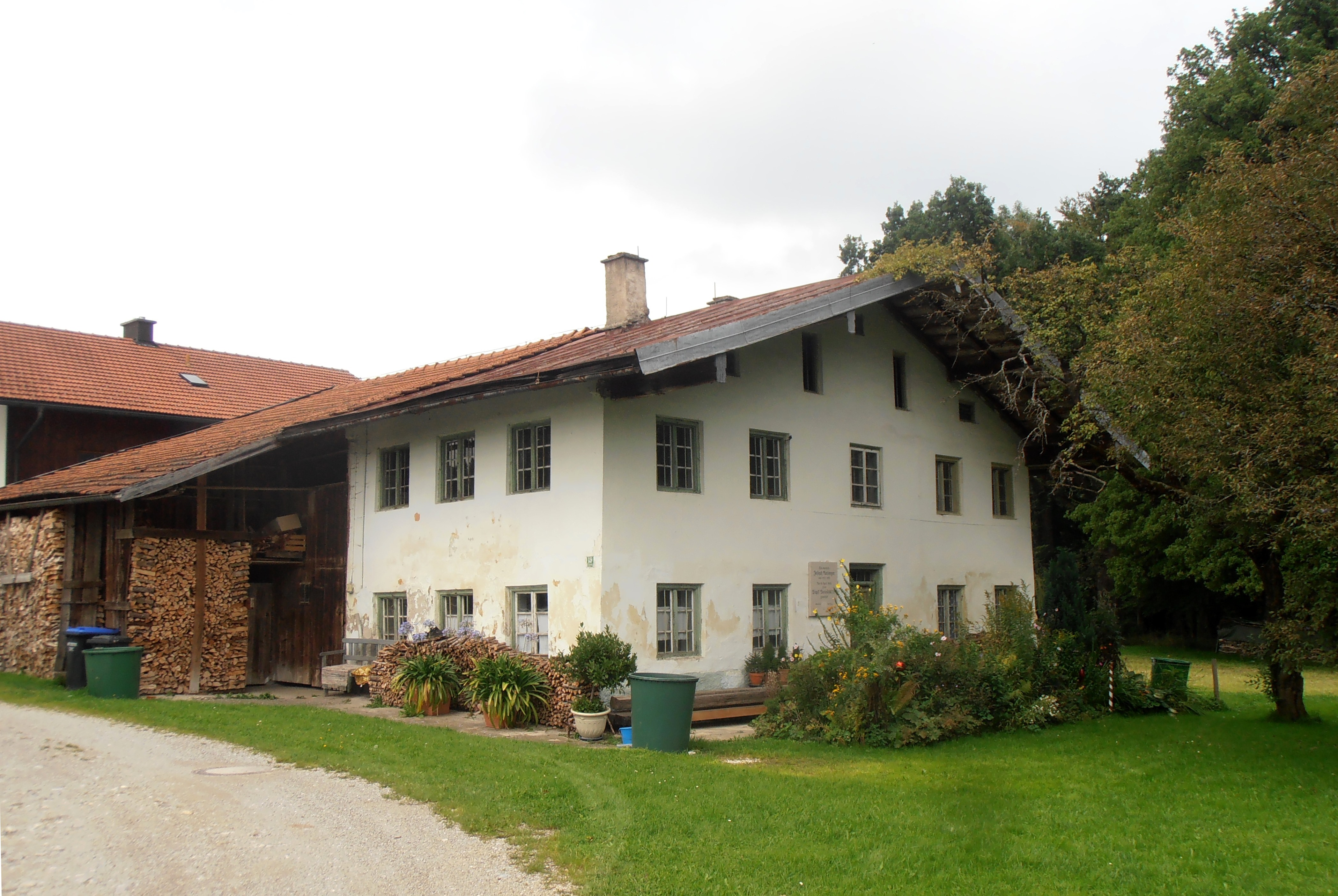
Elternhaus von Papst Benedikt XVI.

Surberg ist eine Gemeinde im Landkreis Traunstein in Oberbayern. Der gleichnamige Hauptort ist Sitz der Gemeindeverwaltung. Bis 1937 war die Schreibweise Surrberg.

## Gemeindegliederung
Es gibt 65 Gemeindeteile:
- Andrichstadt
- Au
- Brucklehen
- Buchbichl
- Buchen
- Burghartsöd
- Diepoltstatt
- Diesenbach
- Eck
- Ettendorf
- Feiler
- Fuchsreut
- Gastag
- Geiersnest
- Graben
- Hallabruck
- Haunerting
- Hierankl
- Hinterhöhenwald
- Hinterleiten
- Holneich
- Hub
- Hufschlag
- Jahn
- Kapell
- Knappenfeld
- Kohlbichl
- Lacken
- Lappen
- Lauter
- Lehen in Surberg
- Leiten
- Lerchen
- Moos
- Nutz
- Oberhöhenwald
- Oed
- Pauleck
- Pfarrhof
- Quirn
- Rausch
- Reut
- Ried
- Rosenthal
- Roßruck
- Schineck
- Schönau
- Selberting
- Spiegelsberg
- Straß
- Surberg
- Surbergbichl
- Surtal
- Tandlmaier
- Thal
- Thalmann
- Thalmühle
- Thann
- Thannreit
- Thunstetten
- Trenkmoos
- Vachenlug
- Wiesen
- Wimm
- Wüstenreit

Das Elternhaus des ehemaligen Papstes Benedikt XVI. (1927–2022) steht im Gemeindeteil Hufschlag; die Familie wohnte hier von 1937 bis 1951. Nach dem Gemeindeteil Hierankl wurde ein Kinofilm, Hierankl, benannt.

## Geschichte

### Bis zur Gemeindegründung
Im Gebiet der heutigen Gemeinde gab es Edelsitze in Sur(r)berg und Hallabruck. Surberg gehörte bis zu den Verwaltungsreformen in Bayern um 1800 zum Rentamt Burghausen bzw. zum Landgerichtsbezirk Traunstein. Mit dem Gemeindeedikt von 1818 wurde die jetzige politische Gemeinde gegründet.

### 20. Jahrhundert
Die amtliche Schreibweise „Surberg“ wurde am 6. Juli 1937 verbindlich festgestellt.
Am 3. Mai 1945 wurden kurz vor Kriegsende – die US-Amerikaner marschierten gerade in Traunstein ein – an einem Waldrand nahe Surberg (Wüstenreit) 61 KZ-Häftlinge eines Todesmarsches aus dem KZ Flossenbürg von ihren SS-Wachmannschaften erschossen. Ein KZ-Friedhof, auf dem die Häftlinge begraben sind, und eine jüdische Gedenkstätte (Chanukkaleuchter) bei Surtal erinnern an das Massaker.

### Eingemeindungen
Am 1. Januar 1970 wurde ein Teil der bis dahin selbständigen Gemeinde Lauter (bis 1968 Kapell) eingegliedert.

### Einwohnerentwicklung
Zwischen 1988 und 2018 wuchs die Gemeinde von 2807 auf 3384 um 577 Einwohner bzw. um 20,6 %.

## Politik

### Gemeinderat
Der Gemeinderat setzt sich aus Ratsmitgliedern und dem Ersten Bürgermeister zusammen.
Die Gemeinderatswahl am 15. März 2020 führte bei einer Wahlbeteiligung von 66,67 % zu folgendem Ergebnis:
| Partei / Liste                              | Stimmenanteil | Sitze |
| CSU / Kommunale Wählervereinigung           | 41,73 %       | 7     |
| Grüne                                       | 19,41 %       | 3     |
| Freie Wählergruppe Surberg-Lauter-Hufschlag | 28,00 %       | 4     |
| Bürgerliste                                 | 10,86 %       | 2     |
| Gesamt                                      | 100 %         | 16    |

### Bürgermeister
Seit 1. Mai 2020 ist Michael Wimmer erster Bürgermeister der Gemeinde Surberg, davor war er ab 2014 zweiter Bürgermeister.
Von 1996 bis 30. April 2020 war Josef Wimmer erster Bürgermeister.

### Wappen

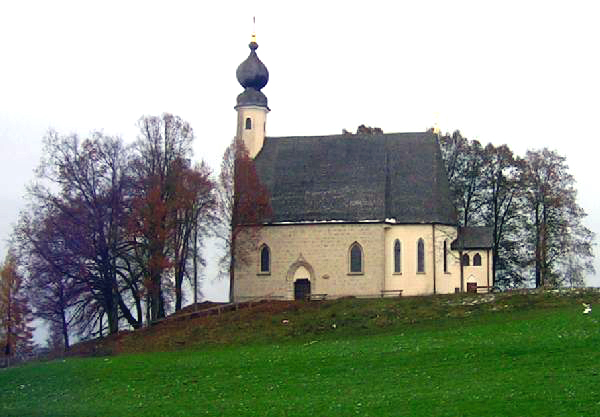
St. Vitus und Anna (Ettendorf)

| | Blasonierung: „Über rotem Schildfuß, darin drei silberne Wellenleisten, in Silber ein wachsender roter Löwe.“ |
| Wappenbegründung: Das Wappen der Gemeinde zeigt geteilt oben auf silbernem Grund den roten Löwen der Surberger über den silbernen Wellenleisten der Hallabrucker auf rotem Grund. Surberg bekam erst im Jahr 1967 ein eigenes Wappen. Der Gemeinderat beschloss am 9. Februar 1967 den von Heimatforscher Karl Schefczik aus Erlstätt erstellten Entwurf anzunehmen und zur Genehmigung dem Bayerischen Staatsarchiv vorzulegen. Mit Entschließung vom 29. Mai 1967 hat das Bayerische Staatsministerium des Inneren die Zustimmung zur Annahme des Wappens nach dem vorgelegten Entwurf erteilt. | |

## Baudenkmäler
- Katholische Pfarrkirche St. Georg
- Gasthof Surberg, Kirchplatz 1

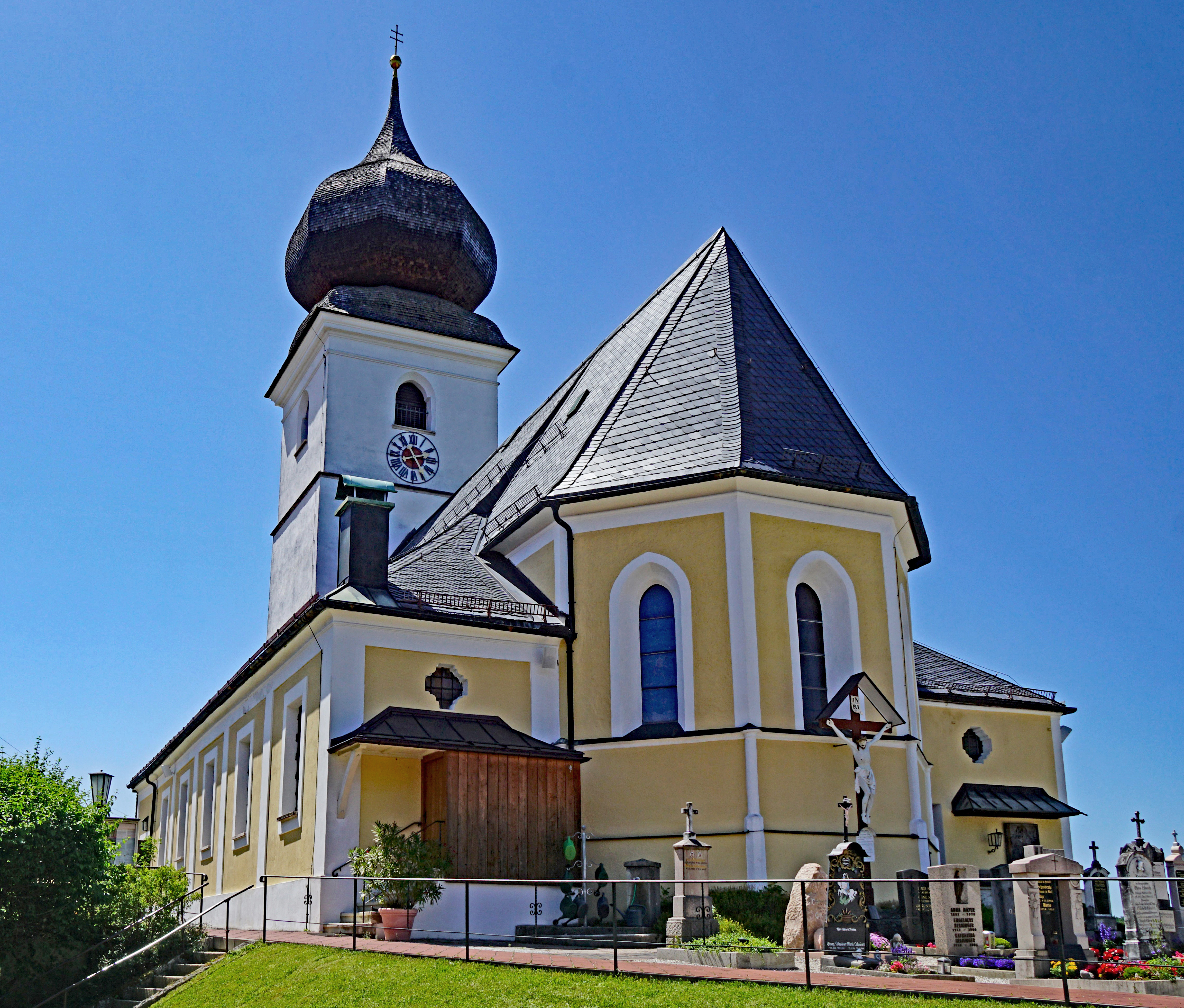
Pfarrkirche St. Georg
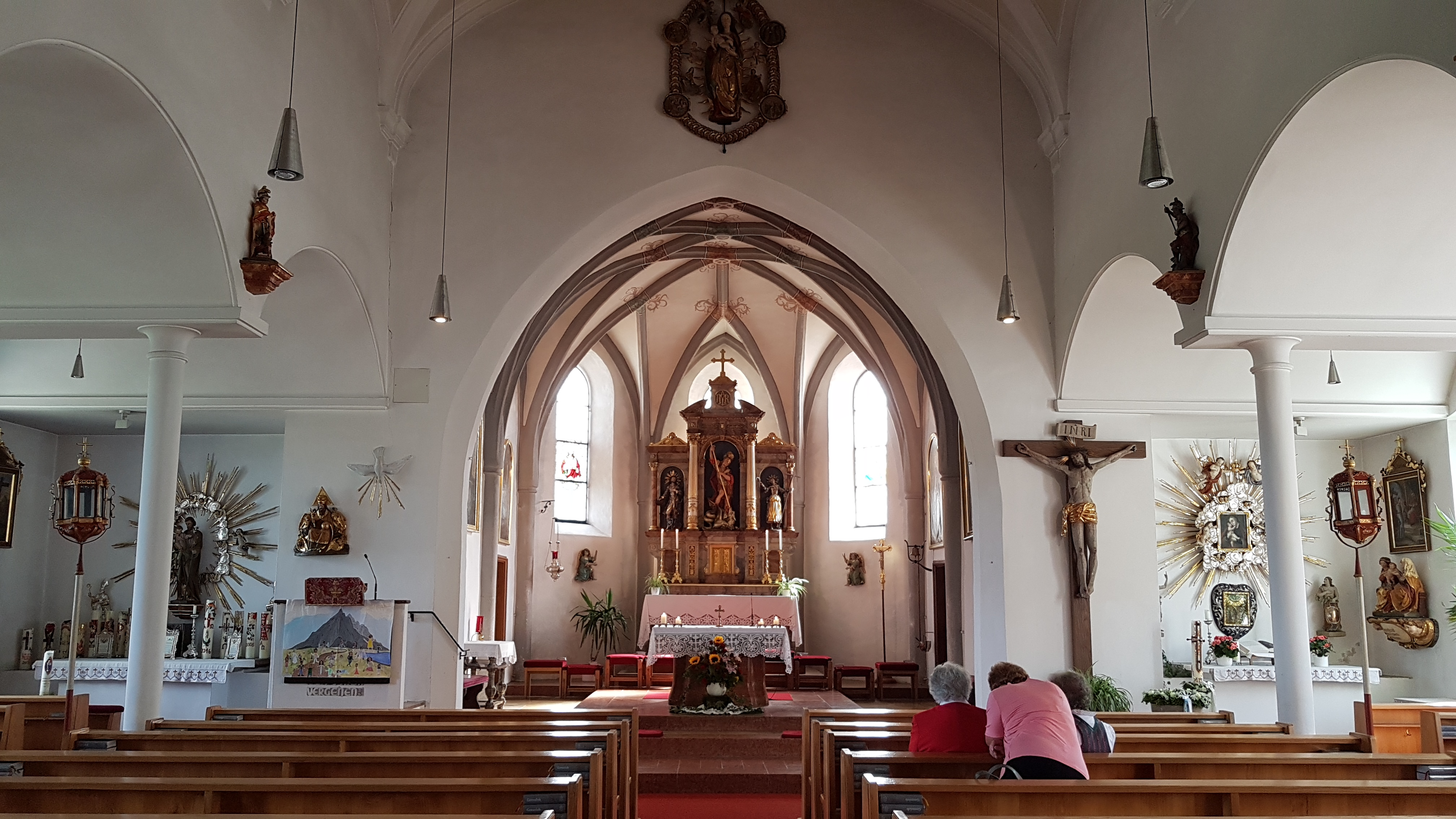
St. Georg, Innenansicht
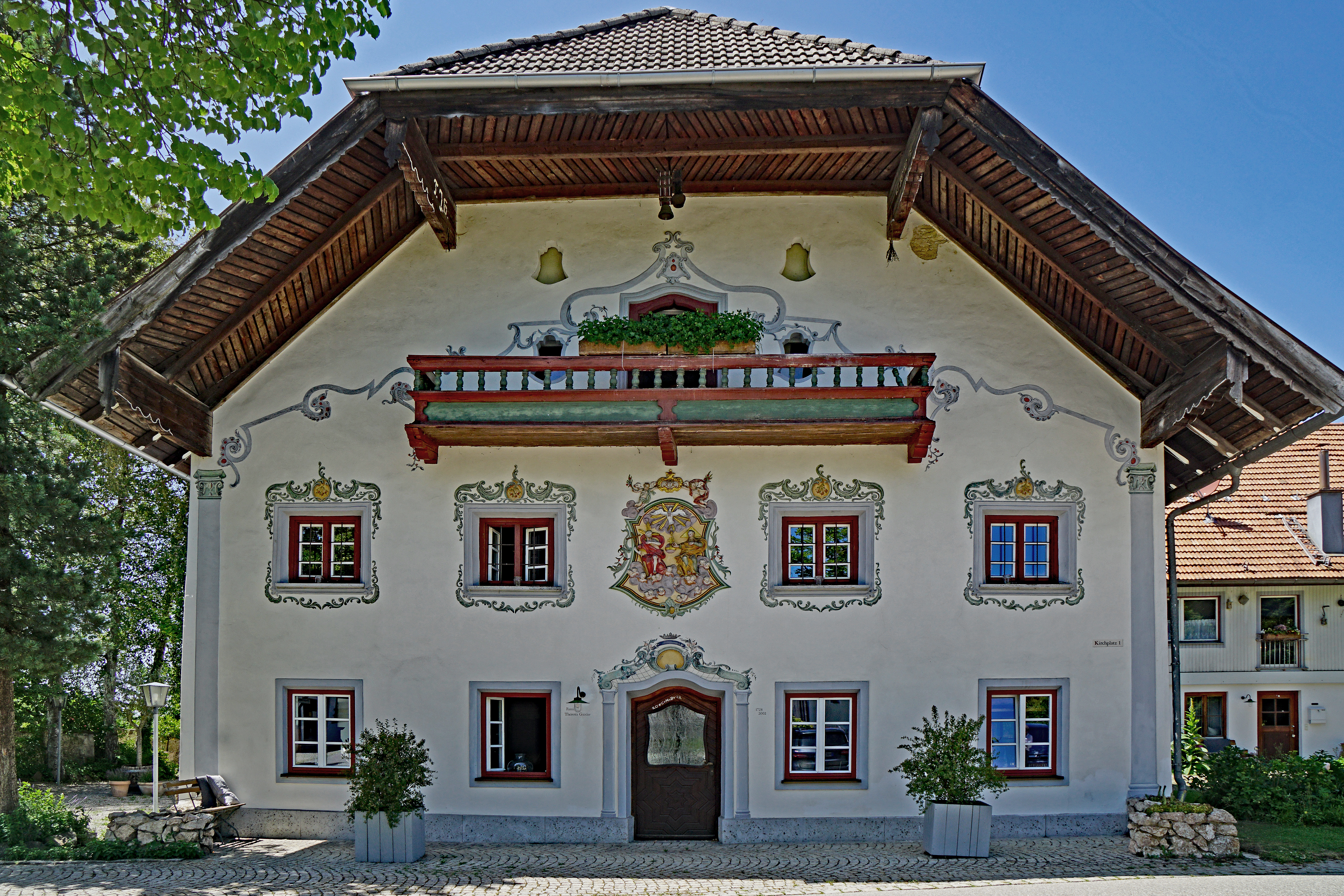
Gasthof Surberg

## Verkehr
Ettendorf, Hufschlag und Lauter liegen am Bodensee-Königssee-Radweg, welcher in Lindau beginnt und zum Königssee bei Berchtesgaden führt.

## Persönlichkeiten

### Ehrenbürger
Die folgenden Personen erhielten die Ehrenbürgerwürde durch die Gemeinde Surberg. Die Auflistung ist nach 1990 womöglich unvollständig.
| Verleihung         | Name                | Lebensdaten | Beruf / Wirken                          | Anmerkung                                       |
| ------------------ | ------------------- | ----------- | --------------------------------------- | ----------------------------------------------- |
| 16. Dezember 1929  | Georg Hunglinger    | 1877–1942   | Altbürgermeister                        | Verleihung am Ende seiner Amtszeit              |
| 19. September 1965 | Stefan Wachinger    | 1885–1979   | Pfarrer von 1928 bis 1958               |                                                 |
| 6. Mai 2019        | Papst Benedikt XVI. | * 1927      | In Hufschlag wohnhaft von 1937 bis 1951 | Verleihung in Rom (Beschluss vom November 2018) |

### Söhne und Töchter der Gemeinde
- Johann Brunner (* 1958), Bildhauer und Maler
- Marion Deigentesch (* 1995), Biathletin